# Phare de Capo Testa
Le phare de Capo Testa (Italien :Faro di Capo Testa) est un phare situé sur Capo Testa, le promontoire le plus au nord dans la commune de Santa Teresa Gallura, sur la mer de Sardaigne, dans la province d'Olbia-Tempio (Sardaigne), en Italie.

## Histoire
Le phare a été construit en 1845 sur un promontoire qui est relié au continent par un isthme et à la municipalité de Santa Teresa di Gallura. Il marque l'entrée ouest des Bouches de Bonifacio. Le phare a été modernisé en 1955. Il est entièrement automatisé et géré par la Marina Militare avec le numéro d'identification EF-1014.

## Description
Le phare  se compose d'une tour quadrangulaire en maçonnerie sur une maison de gardiens de deux étages de 23 m de haut, avec double galerie et lanterne. La totalité du bâtiment est peint en blanc et le dôme de la lanterne est gris métallisé. Il émet, à une hauteur focale de 67 m, trois brefs éclats blancs toutes les 12 secondes. Sa portée est de 22 milles nautiques (environ 41 km).
Identifiant : ARLHS : SAR021 ; EF-1014 - Amirauté : E0938 - NGA : 8208 .

## Caractéristique dufeu maritime
Fréquence : 12 secondes (W)
- Lumière : 0.2 seconde
- Obscurité : 2.3 secondes
- Lumière : 0.2 seconde
- Obscurité : 2.3 secondes
- Lumière : 0.2 seconde
- Obscurité : 6.8 secondes

|             |
| Capo Comino |

|          |
| Le phare |

### Lien connexe
- Liste des phares de la Sardaigne